# Weitendorf (Wildon)
Weitendorf è una frazione di 1 542 abitanti del comune austriaco di Wildon, nel distretto di Leibnitz (Stiria). Già comune autonomo, il 1º gennaio 2015 è stato aggregato a Wildon assieme alla località di Sukdull, già frazione del comune di Stocking (soppresso a sua volta).